# Capibaribe
De Capibaribe is een rivier in de Braziliaanse deelstaat Pernambuco. De agrarische ontwikkeling van deze staat is vooral langs deze rivier tot stand gekomen, die door de hoofdstad Recife stroomt.

## Loop
De rivier ontspringt in de Serra de Jacarará in de gemeente Poção, op de grens met Paraíba. In het begin stroomt de rivier door de zogenaamde Veelhoek van de Droogte. Hier staat ze voor een deel van het jaar droog. Vanaf Limoeira bevat de rivier het gehele jaar door water. De rivier heeft 74 zijrivieren, en stroomt door 32 gemeenten van Pernambuco.
In de stad Recife komt de rivier samen met de Beberibe. Samen vormen ze een delta, met een paar eilandjes die het centrum van de stad vormen. De rivier is hier sterk vervuild. Samen met ander kleine riviertjes komt zij uit in een estuarium dat achter een rif ligt. Van hieruit stroomt de rivier ten slotte in de Atlantische Oceaan.
Tijdens het droge seizoen zijn alleen de laatste 2 kilometer tot aan de zee bevaarbaar. In de regentijd kan de rivier buiten haar oevers treden.

## Geschiedenis
De inheemse volken duidden deze rivier in het tupi aan met de naam Caapiuar-y-be, wat "rivier van de capibara's" betekent. In de 16e eeuw begonnen de kolonisatoren aan de oevers van deze rivier de suikerrietteelt. Verder stroomopwaarts werd vee gehouden. Personen en goederen werden vervoerd met kano's die werden geroeid of voortgeboomd.
In de 19e eeuw begon het in de mode te raken om in de rivier te baden. Aan het eind van deze eeuw werden er op de Capibaribe roeiwedstrijden gehouden. De Clube Náutico Capibaribe is tegenwoordig vooral bekend als voetbalclub, maar is begonnen als een roeivereniging op deze rivier.
- Library of Congress Control Number: sh2015000786
- Nationale Bibliotheek van Israël: 987007410796005171
- Virtual International Authority File: 317282092